# Ian Field
Pour les articles homonymes, voir Field.
Ian Field (né le 18 juin 1986 à Ashford) est un coureur cycliste anglais, spécialiste du cyclo-cross et du VTT.

## Palmarès en cyclo-cross
- 2004-2005
  - 2e du championnat de Grande-Bretagne de cyclo-cross espoirs
- 2005-2006
  - National Trophy Round 5, Abergavenny
- 2006-2007
  - National Trophy Round 1, Cheltenham
  - 2e du championnat de Grande-Bretagne de cyclo-cross espoirs
- 2007-2008
  - National Trophy Round 4, Bradford
  - 2e du championnat de Grande-Bretagne de cyclo-cross espoirs
- 2008-2009
  - National Trophy Round 1, Abergavenny
- 2010-2011
  - National Trophy Series #4 - Southampton, Southampton
  - National Trophy Series #5 - Bradford, Bradford
- 2011-2012
  - Charm City Cross 1, Baltimore
  - New England Championship Series #2 - The Nor Easter Cyclo-cross presented by Cycle-smart, Burlington
- 2011-2012
  -  Champion de Grande-Bretagne de cyclo-cross
- 2012-2013
  -  Champion de Grande-Bretagne de cyclo-cross
  - National Trophy Series #1 - Abergavenny, Abergavenny
- 2013-2014
  -  Champion de Grande-Bretagne de cyclo-cross
  - National Trophy Series #4, Milton Keynes
  - National Trophy Series #5 - Bradford, Bradford
- 2014-2015
  -  Champion de Grande-Bretagne de cyclo-cross
  - Classement général des National Trophy Series
    - National Trophy Series #1, Shrewsbury
    - National Trophy Series #2, Southampton
    - National Trophy Series #5, Bradford
- 2015-2016
  - Classement général des National Trophy Series
    - National Trophy Series #1, Southampton
    - National Trophy Series #2, Derby
    - National Trophy Series #3, Durham
    - National Trophy Series #4, Ipswich
    - National Trophy Series #5, Bradford
- 2016-2017
  -  Champion de Grande-Bretagne de cyclo-cross
  - Classement général des National Trophy Series
    - National Trophy Series #2, Abergavenny
    - National Trophy Series #3, Houghton-le-Spring
    - National Trophy Series #5, Shrewsbury

  - NovaCross, Knaresborough
- 2017-2018
  - Classement général des National Trophy Series
    - National Trophy Series #1, Derby
    - National Trophy Series #3, Shrewsbury

  - 2e du championnat de Grande-Bretagne de cyclo-cross
- 2018-2019
  - Classement général des National Trophy Series
    - National Trophy Series #2, Irvine
- 2019-2020
  - National Trophy Series #2, Milnthorpe

## Palmarès en VTT
- Champion de Grande-Bretagne de cross-country espoirs : 2006